# Austrogaster baeospermus
Austrogaster baeospermus är en svampart som beskrevs av Singer 1969. Austrogaster baeospermus ingår i släktet Austrogaster och familjen Paxillaceae.   Inga underarter finns listade i Catalogue of Life.